# Yandusaurus hongheensis
Lo yandusauro (Yandusaurus hongheensis) è un dinosauro erbivoro appartenente agli ornitopodi, vissuto nel Giurassico medio (Bathoniano, circa 165 milioni di anni fa). I suoi resti fossili sono stati ritrovati in Cina.

## Descrizione
Le dimensioni di questo animale erano piuttosto modeste: la lunghezza doveva aggirarsi sul metro e mezzo, mentre il peso era di circa sette chilogrammi. L'aspetto era quello di uno snello bipede dotato di lunghe zampe posteriori a quattro dita, una lunga coda e un corpo snello. Il cranio doveva possedere orbite grandi (e quindi probabilmente grandi occhi). Le zampe anteriori, relativamente corte, possedevano cinque dita. 

## Classificazione
Lo yandusauro è stato a lungo attribuito alla famiglia degli ipsilofodontidi, un gruppo di dinosauri ornitischi che in passato era stata identificata per racchiudere praticamente tutti i piccoli ornitopodi dall'aspetto vagamente primitivo successivi al Giurassico inferiore. In seguito, con l'avvento della classificazione cladistica, i paleontologi hanno ritenuto questo gruppo innaturale. Attualmente, Yandusaurus è considerato un ornitopode molto primitivo, o forse addirittura un antenato degli ornitopodi, forse affine ad Agilisaurus. Un'altra specie identificata nel 1983 sulla base di resti parziali e inizialmente attribuita a Yandusaurus (Y. multidens), è stata in seguito ascritta ad Agilisaurus e infine riclassificata come genere a parte (Hexinlusaurus).